# 爱子站
爱子站（日语：／ Ayashi eki */?）位于仙台市青叶区爱子，是东日本旅客铁道（JR東日本）管辖的鐵路車站。

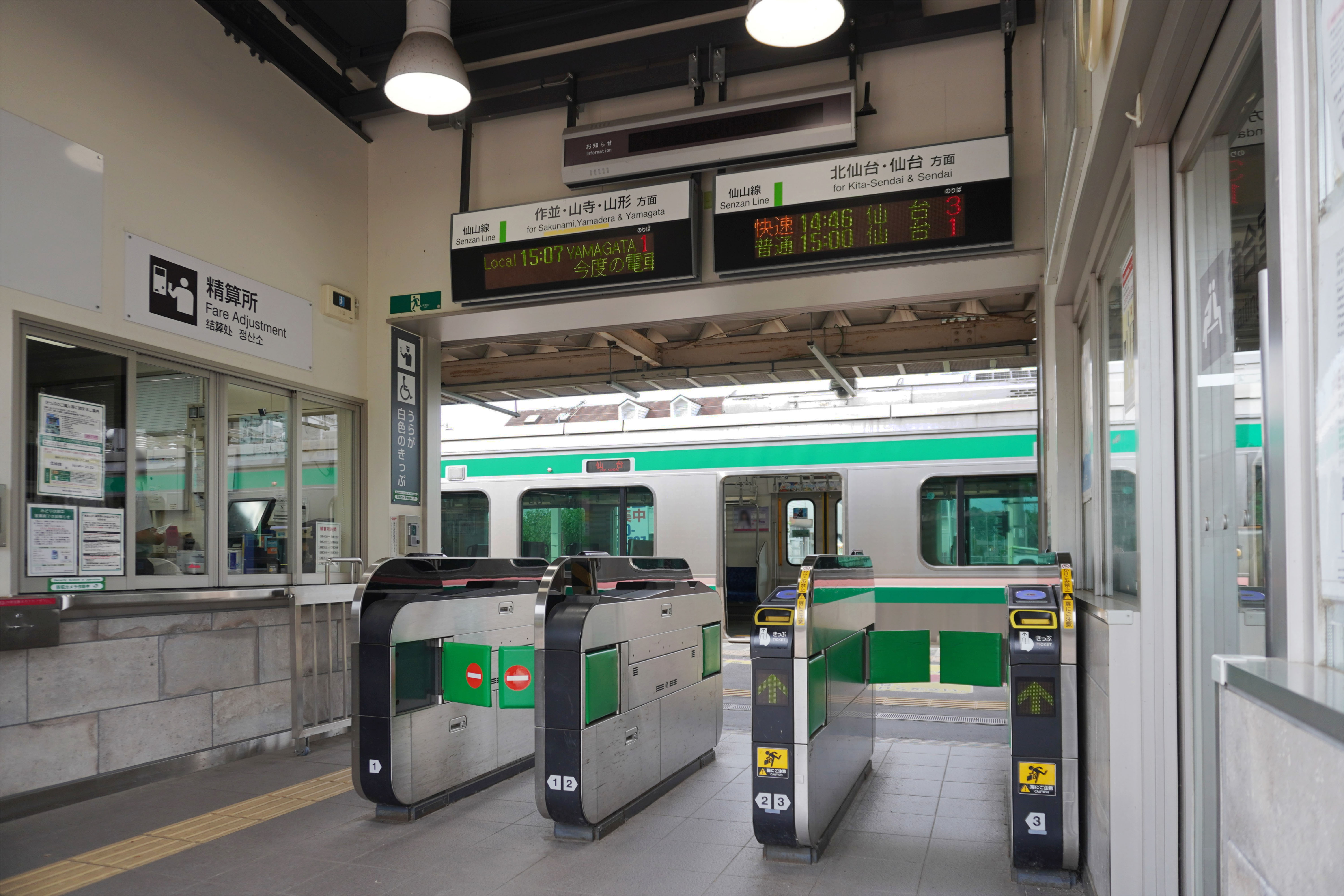
檢票口（2023年9月）

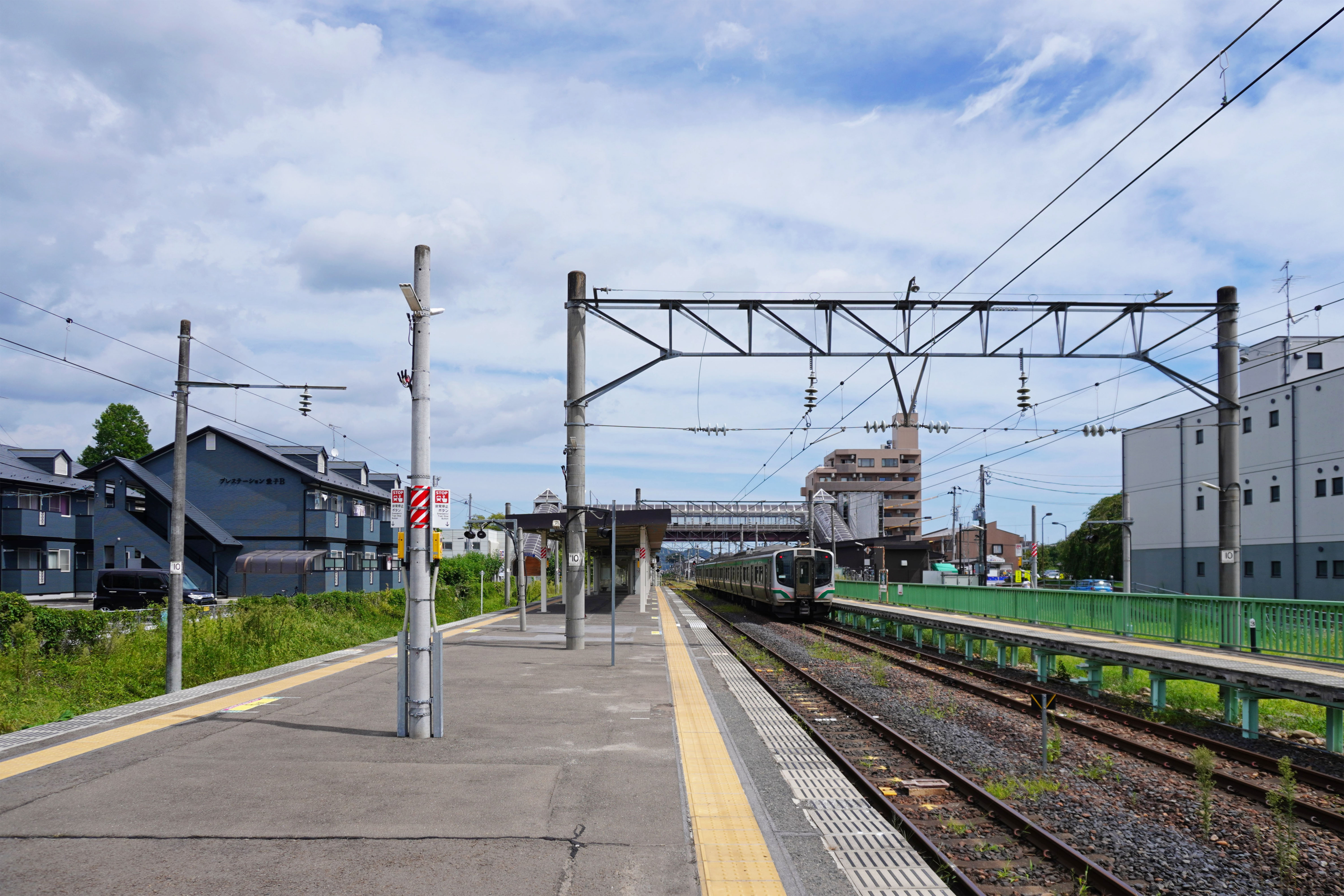
月台（2023年9月）

## 历史
1929年作为仙山东线终点站开业，为当时广濑村中心车站。仙山线向西延伸后，新建了机车转车台。
2001年，当时的皇太子德仁亲王夫妇之长女取名为“爱子”，使得本站成为全日本著名车站。平日里平均1天发售1张的入场券（月台票），在12月7日名字发布后，当天卖出1000张以上。据JR东日本统计，从7日到11日的5日间约售出3万3200张入场券。

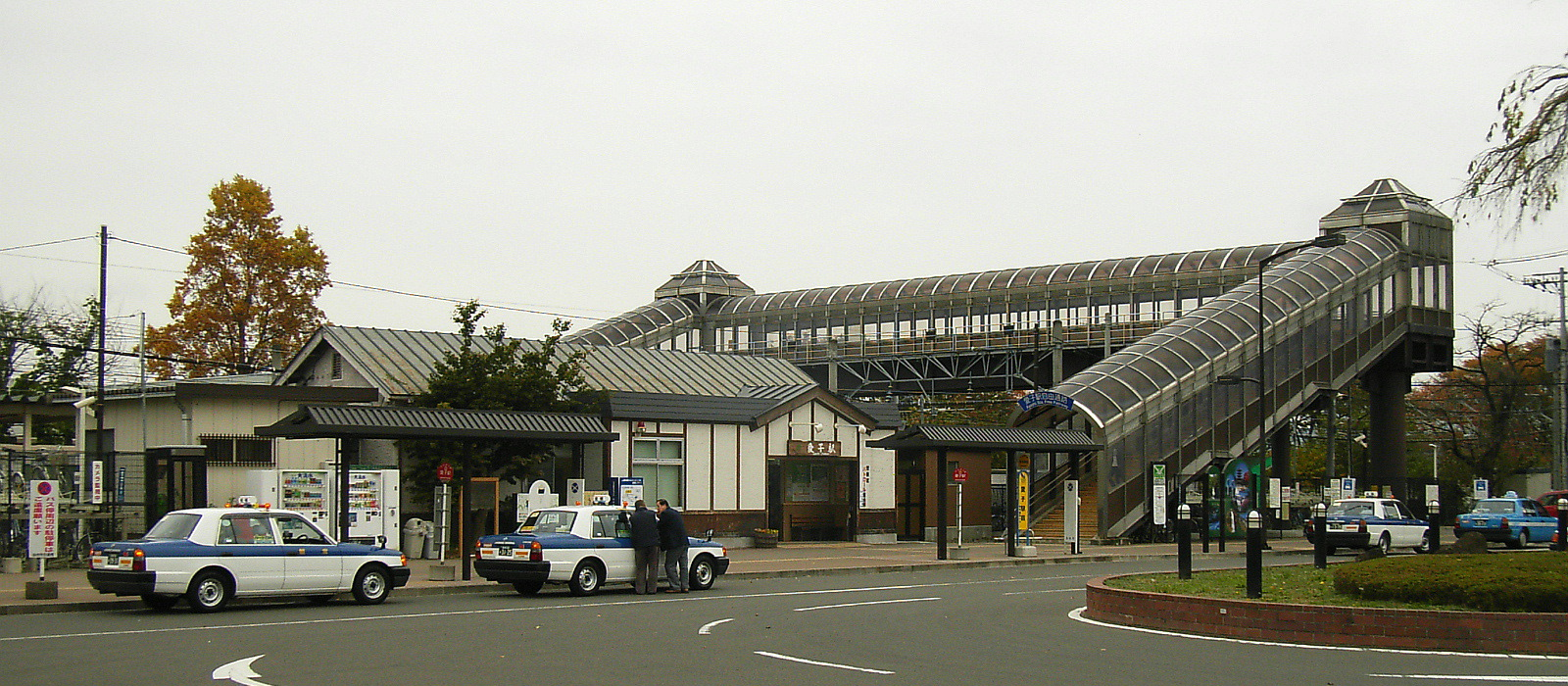
旧站房与跨线桥（2005年11月）

- 1929年9月29日 - 作为仙山东线终点在宫城郡广濑村投入运营。
- 1937年11月10日 - 仙山线全线开业。
- 1971年4月1日 - 停止办理货运业务。
- 1978年10月2日 - 急行列车“仙山”本站停车。
- 1983年 - 设置停车场。
- 1984年2月1日 - 3站台开始使用，爱子-仙台区间列车增加。停止办理行李托运业务。
- 1985年3月14日 - CTC化。
- 1987年4月1日 - 国铁分割民营化后成为JR东日本车站。
- 2002年 - 入选东北车站百选。
- 2003年
  - 6月26日 - 安装自动闸机。
  - 10月26日 - 支持使用Suica（仙台方向）。
- 2010年2月25日 - 无障碍化改造完成。
- 2018年1月20日：新站房开始使用[5][6]。

## 车站结构

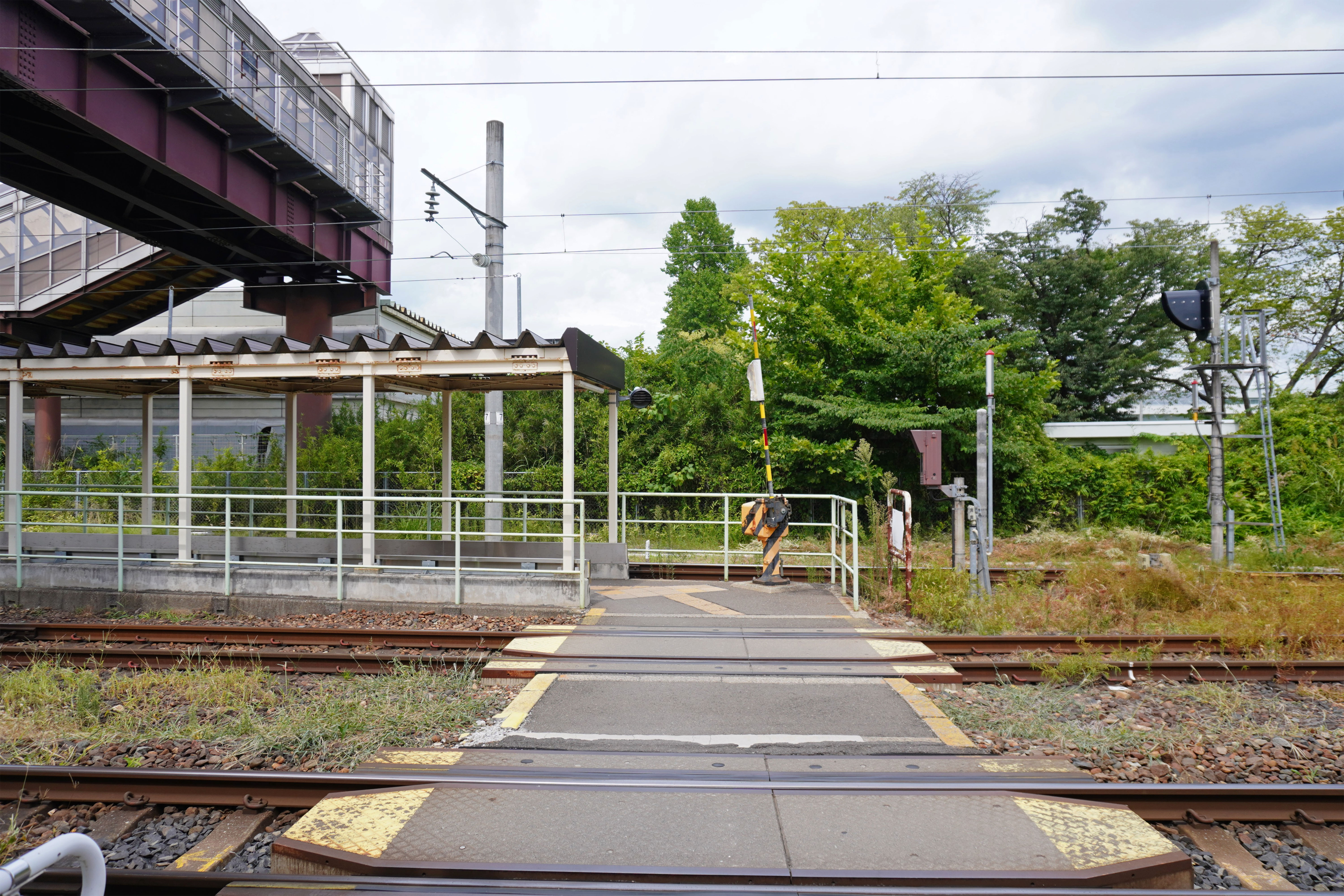
平交道（2023年9月）

侧式站台与岛式站台构成的2台3线的地面车站。开业时为木质站房，2018年新修钢结构站房代替。
直营站。设有绿色窗口（营业时间 6:40 - 21:00 中间有休息时间）、自动闸机、自动售票机等设备。作为管理站管辖国见站至奥新川站区间各站
JR特定都区市内制度下，“仙台市内”站。

### 站台配置
| 站台 | 路线    | 方向 | 目的地         | 参考         |
| ---- | ------- | ---- | -------------- | ------------ |
| 1    | ■仙山线 | 下行 | 作並、山形方向 |              |
| 1    | ■仙山线 | 上行 | 仙台方向       | 本站始发列车 |
| 2    | ■仙山线 | 上行 | 仙台方向       | 部分列车     |
| 3    | ■仙山线 | 上行 | 仙台方向       |              |

## 使用情况
1960年日均乘车人数869人，60年代后半到70年代初出现减少，1975年到1981年变为600人左右。之后客流一直处于增加状态，1985年日均客流突破1000人，2017年突破4000人。
| 乘车人数变化 | 乘车人数变化     | 乘车人数变化  |
| 年度         | 1日平均 乘车人数 | 参考          |
| ------------ | ---------------- | ------------- |
| 2000年       | 2,939            | [ 客流量 1 ]  |
| 2001年       | 3,042            | [ 客流量 2 ]  |
| 2002年       | 3,099            | [ 客流量 3 ]  |
| 2003年       | 3,233            | [ 客流量 4 ]  |
| 2004年       | 3,245            | [ 客流量 5 ]  |
| 2005年       | 3,380            | [ 客流量 6 ]  |
| 2006年       | 3,358            | [ 客流量 7 ]  |
| 2007年       | 3,419            | [ 客流量 8 ]  |
| 2008年       | 3,458            | [ 客流量 9 ]  |
| 2009年       | 3,441            | [ 客流量 10 ] |
| 2010年       | 3,409            | [ 客流量 11 ] |
| 2011年       | 3,543            | [ 客流量 12 ] |
| 2012年       | 3,657            | [ 客流量 13 ] |
| 2013年       | 3,757            | [ 客流量 14 ] |
| 2014年       | 3,742            | [ 客流量 15 ] |
| 2015年       | 3,857            | [ 客流量 16 ] |
| 2016年       | 3,950            | [ 客流量 17 ] |
| 2017年       | 4,010            | [ 客流量 18 ] |
| 2018年       | 4,184            | [ 客流量 19 ] |
| 2019年       | 4,269            | [ 客流量 20 ] |
| 2020年       | 3,355            | [ 客流量 21 ] |
| 2021年       | 3,630            | [ 客流量 22 ] |
| 2022年       | 3,947            | [ 客流量 23 ] |

## 相邻车站
東日本旅客铁道（JR東日本）
□快速
陆前落合－爱子－作並
■普通
陆前落合－爱子－ 陆前白泽